# Katýdata
Katýdata är en ort i Cypern.   Den ligger i distriktet Eparchía Lefkosías, i den centrala delen av landet, 40 km väster om huvudstaden Nicosia. Katýdata ligger 259 meter över havet och antalet invånare är 114. Den ligger på ön Cypern.
Terrängen runt Katýdata är kuperad åt sydväst, men åt nordost är den platt. Terrängen runt Katýdata sluttar norrut.Trakten runt Katýdata är glesbefolkad, med 18 invånare per kvadratkilometer. Närmaste större samhälle är Mórfou, 16,1 km nordost om Katýdata. Trakten runt Katýdata är i huvudsak ett öppet busklandskap.